# مروة المظفر
مروة المظفر (29 يونيو 1985)، مذيعة ومقدمة برامج ومخرجة إذاعية عراقية، ابنة الإعلامي والشاعر الكبير أحمد المظفر. عملت وهي في الجامعة في راديو الناس وراديو سومر وقناة السومرية الفضائية كمذيعة ومقدمة برامج وهي تعمل الآن مقدمة برامج في قناة الفلوجة

## بدايتها
مروة المظفر هي خريجة كلية الاعلام قسم الصحافة الاذاعية والتلفزيونية في جامعة بغداد. عملت وهي ما زالت طالبة في الجامعة في المرحلة الثانية في إذاعة الناس وكانت بدايتها مع المايكروفون التي تعشقه منذ الصغر كما قالت في الكثير من لقاءاتها الصحفية والتلفزيونية..ثم بعد ذلك عملت في إذاعة سومر fm وقناة السومرية الفضائية كمقدمة برامج وكانت بدايتها مع الكاميرا في برنامج أبراج وهيروسكوب مع الفنان مهران عبد الجبار ابن الفنان الراحل عبد الجبار كاظم ليشكلا ثنائيا جميلا ولاقى هذا البرنامج نجاحا لا بأس به ليفتح الأبواب على مصراعيها للإعلامية المظفر لتتألق في برامج عدة منها نهاركم سكر مع الممثلة الشابة شيماء جعفر والاعلاميتين المتألقتين حنان محيي وسميرة. بعدها انتقلت الاعلامية مروة المظفر للعمل في راديو دجلة كمخرجة وفي قناة الفيحاء الفضائية كمذيعة أخبار..